# Guglielmo da Castelbarco
Guglielmo da Castelbarco (... – Lizzana, 6 settembre 1320) è stato un condottiero italiano appartenente alla famiglia dei Castelbarco.

## Biografia
Noto anche come Guglielmo da Castelbarco il Grande fu uno dei cinque figli di Azzone di Castelbarco di cui ereditò il titolo, divenendo signore della Vallagarina. Insieme ai fratelli (Bonifacio, Alberto, Leonardo e Federico), entrò in contrasto con il vescovo di Trento, ricavandone una scomunica collettiva.
Sposò la figlia di un ricco vicentino, Speronella da Vivaro, da cui ricevette in dote 1000 lire veronesi, che gli permisero di alimentare ulteriormente le sue ambizioni politiche.

Stemma araldico della famiglia Castelbarco presso il transetto meridionale della cattedrale di Trento.

Nel 1307 grazie al denaro e alle doti diplomatiche, riuscì ad ottenere il controllo di Castel Pietra e Castel Beseno, strappandoli alla famiglia Da Beseno. Nello stesso anno, secondo alcuni letterati, accolse Dante Alighieri nel suo castello di Lizzana (nei pressi di Rovereto) e diede inizio ai lavori per la chiesa di Santa Anastasia a Verona, nelle cui vicinanze, come da tradizione riservata solo alle persone potenti e facoltose, si fece costruire la sua arca tombale. Promosse anche l'inizio della costruzione della chiesa di San Fermo Maggiore, sempre a Verona.
All'apice del potere ricevette anche i feudi di castel Corno (il fratello Federico Castelbarco era sposato a Beatrice dei signori di Castelcorno), Castelnuovo, Castellano assieme all'omonimo maniero (strappati ai Castelnuovo), e Brentonico.
Dopo aver partecipato ad una battaglia in supporto degli Scaligeri, si spense a castel Lizzana, lasciando i feudi in eredità ai suoi figli.